# Simulium asulcatum
Simulium asulcatum är en tvåvingeart som först beskrevs av Rubtsov 1956.  Simulium asulcatum ingår i släktet Simulium och familjen knott. Inga underarter finns listade i Catalogue of Life.